# 1981 en Norvège
Chronologie de la Norvège
- 1977
- 1978
- 1979
- 1980
- 1981
- 1982
- 1983
- 1984
- 1985

Cet article présente les faits marquants de l'année 1981 en Norvège ou relatifs à la Norvège.

## Gouvernance
- Olav V est roi de Norvège.
- Odvar Nordli dirige le gouvernement jusqu'au 4 février, Gro Harlem Brundtland forme le gouvernement Brundtland I qui tiendra jusqu'au 14 octobre et Kåre Willoch prend la suite.

## Événements
- Les élections législatives norvégiennes de 1981 (Stortingsvalet 1981, en norvégien) se sont tenues le 14 septembre 1981[1], afin d'élire les 155 députés de l'assemblée législative du pays, le Storting, pour un mandat de quatre ans.

## Sport
- La saison 1981 du Championnat de Norvège de football était la 19e édition de la première division norvégienne à poule unique, la Tippeligaen. Les 12 clubs jouent les uns contre les autres lors de rencontres disputées en matchs aller et retour.

## Culture
- Forfølgelsen est un film norvégien réalisé par Anja Breien, sorti en 1981. Il est présenté en sélection officielle à la Mostra de Venise 1981.

## Naissances
- Naissance en Norvège en 1981

## Décès
- Décès en Norvège en 1981